# سياسة الطاقة في فنلندا

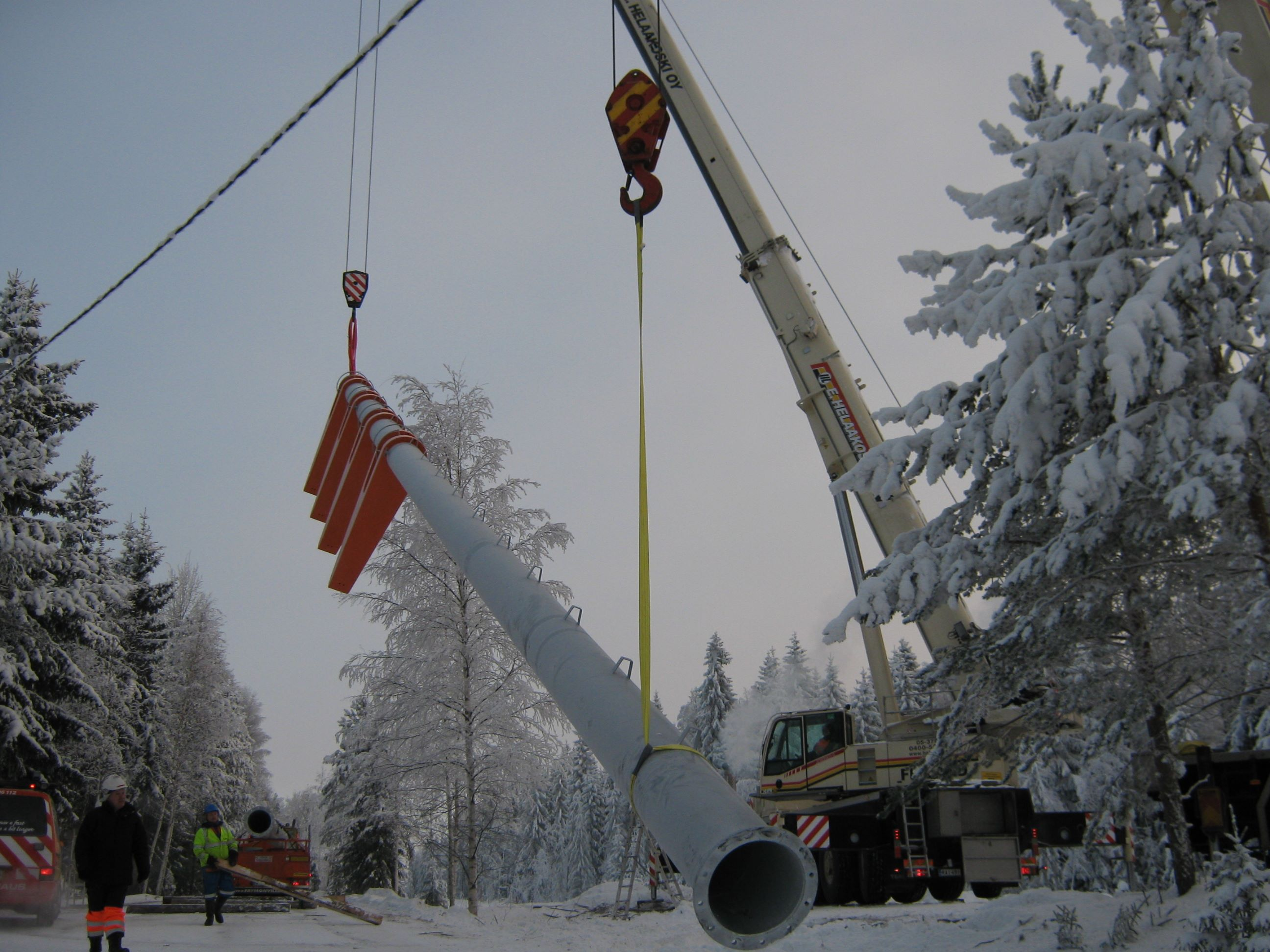
إنشاء برج لخط الكهرباء في كوفولا، فنلندا

تصف سياسة الطاقة في فنلندا سياسات فنلندا المتعلقة بالطاقة. يقصد بالطاقة في فنلندا إنتاج واستهلاك واستيراد الطاقة والكهرباء في فنلندا. يعد قطاع الكهرباء المصدر الرئيسي للكهرباء في فنلندا.

## سياسة المناخ
فنلندا هي إحدى الدول الأعضاء في الاتحاد الأوروبي. يحدد الاتحاد الأوروبي الحدود الدنيا لأهداف سياسة المناخ لفنلندا.
وفقًا لهايكي سيمولا من الجمعية الفنلندية للحفاظ على الطبيعة، جعلت إدارة الغابات في فنلندا الغابات الفنلندية والأنظمة البيئية لمستنقعات الخث مصدرًا نقيًا كبيرًا للكربون في الجو منذ عقود.

### الخث
توجد نسبة 10-15% من أراضي الخث الأوروبية في فنلندا. تستخدم فنلندا أكثر من 50% من الخث في العالم كطاقة. تعادل الانبعاثات السنوية من خث الطاقة الفنلندي انبعاثات السيارات بأكملها في فنلندا. وفقًا للهيئة الدولية المعنية بتغير المناخ يعد الخث وقودًا أحفوريًا. في بعض التقديرات، يحتاج بين 2000-3000 عام ليزدهر. تزعم بعض الأطراف مثل المركز بأن الخث هو طاقة حيوية. قد يكون من الجيد التأكيد على تعريف الطاقة الحيوية في الإحصاءات الفردية الفنلندية بشكل عام. بلغت المبيعات الإجمالية السنوية من خث الطاقة في فنلندا نحو 300 مليون يورو- دعم الدولة السنوي منها 200 مليون يورو. ازداد هذا الدعم بعد ارتفاع السعر الأوروبي للفحم لتعويض التكلفة الزائدة التي تتحملها الصناعة. بلغ تمويل البعثة المخصصة لرعاية كبار السن 200 مليون يورو في عام 2019 في فنلندا.
في إنتاج الكهرباء، حصة الخث من انبعاثات غاز سي أو تو هي 20% في حين أنه ينتج 6% من إنتاج الكهرباء في فنلندا. تقدّر فنلندا بسبب معرفتها العالية باستخدام الطاقة الحيوية. تحرق فنلندا الأخشاب مع الخث وتتطور العمليات لاستخدام الخث.
بحسب تقرير ستيرن فإن إيقاف انبعاثات الاحتباس الحراري أرخص من دفع تكاليف التغير المناخي. يجعل مبدأ الملوّث يدفع جزءًا كبيرًا من تعويضات الخسائر الزراعية المرتبطة بالتغير المناخي في فنلندا تقع على عاتق منتجي الخث سيدفعونها على فترة طويلة في المستقبل. وفقًا للقانون البيئي في أوروبا، فإن الشركات يجب أن تكون مدركة لتأثيراتها البيئية. الجهل بهذه التأثيرات لا يزيل المسؤولية عنها.

## الكهرباء
تراوح صافي الاستيراد السنوي من الكهرباء بين 5-20% من الاستهلاك.

### الإضاءة
دعمت الحكومية الفنلندية في سياسات الاتحاد الأوروبي التأخير في حظر المصابيح المتوهجة.
وفقًا لمركز الطاقة الوطني موتيفا التابع للحكومة، فإن حظر المصابيح المتوهجة سيوفر 5.8% من كهرباء المنازل (1.1 تيرا واط ساعي) في فنلندا. لا يقتصر حظر المصابيح على المنازل لكنه يشمل أيضًا إضاءة قطاعات أخرى، كالصناعة والخدمات والزراعة والإضاءة العامة، مما يجعل النسبة الوطنية الإجمالية أقل، ووفورات الطاقة الكلية أعلى من الأرقام المذكورة أعلاه وهي 5.8% من الكهرباء أي 1.1 تيرا واط ساعي. ربما استخدم مركز موتيفا متوسط الاستهلاك السنوي بدلًا من معدل الاستهلاك في السنة المطلوبة، على سبيل المثال سنة 2006. وفقًا للإحصاءات في فنلندا، فإن الكهرباء المستخدمة في عام 2006 كانت 10.6 تيرا واط ساعي باستثناء التدفئة الكهربائية التي بلغت 9.1 تيرا واط ساعي. بالتالي، ستكون 1.1/19.7 مساوية 5.6% في عام 2006. إذا استثنينا التدفئة الكهربائية تكون كهرباء المنازل مساوية 10.4%.

### الطاقة النووية
في عام 2019، بلغت مسؤولية مالكي الطاقة النووية في فنلندا عن وقوع حادثة كبيرة نحو 700 مليون يورو قد تزيد مسؤولية الدولة عليها ما يصل إلى 70 مليون يورو بأقصى حد. بلغت تكلفة حادث فوكوشيما 167 مليون دولار. وقعت العديد من حوادث المحطات النووية الكبرى مثل: كارثة تشيرنوبل عام 1986، ومحطة تسوروغا للطاقة النووية في اليابان 1995، ومصنع روكي فلاتس، ومجمع سيلافيلد النووي البريطاني عام 1955. يتم تفريغ الفقدان الحراري الناتج عن محطات الطاقة النووية في المحيطات. حذر الاتحاد الدولي للحفاظ على الطبيعة في عام 2019 من أن الأوكسجين في المحيطات ينخفض. العديد من الأنظمة البيئية الحيوية معرضة لخطر الانهيار. يطلق جزء كبير من الطاقة النووية في المحيطات على شكل حرارة.
اقتصرت تكاليف الحادثة النووية في ثمانينات القرن العشرين التي تكبدتها محطة الطاقة النووية في فنلندا على 1.6 مليون ماركا (0.26 مليون يورو). التكلفة المقدرة لكارثة تشيرنوبل في عام 1986 هي مئات مليارات الدولارات. واصل الاتحاد الأوروبي أيضًا دعمه لروسيا في نفقات كارثة تشيرنوبل حتى عام 2010. يعتمد الاتحاد الأوروبي في سياسته البيئية العامة مبدأ الملوث يدفع. لا ينطبق ذلك على التكاليف الخارجية للطاقة النووية المخففة في فنلندا لجميع دافعي الضرائب الوطنيين وتمتد على الأرجح في حالة حدوث كارثة نووية إلى جميع دافعي الضرائب في الاتحاد الأوروبي.
قدرت غرين بيس في عام 2009 بأن أي طاقة نووية إضافية ستكون من أجل استيراد الكهرباء وليس للاستخدام المحلي بما أن الطلب على الكهرباء سينخفض ابتداءً من عام 2020. لم تساعد استراتيجية الطاقة والمناخ لعام 2008 بأي تخفيض لانبعاثات غاز سي أو تو بين عامي 1990-2020. بعد التحقيق الذي أجرته اللجنة البيئية، قيل إن الهدف هو 5%. 10% فقط من الانبعاثات المناخية الفنلندية تأتي من الكهرباء. وفقًا لبويري إينيرجي (2008)، فإن إضافة الطاقة النووية من شأنه أن يخفض من الانبعاثات المناخية الفنلندية بنسبة 4% (2,8 مليون طن) وسيكون الجزء الأكبر من الكهرباء مخصص للتصدير. إضافة إلى ذلك، تخطط شركتي فورتيوم وبي فو النوويتين الرئيستين لإنشاء شركات فحم جديدة.

### النقل
فينغريد أويج هو مشغل شبكة نقل كهربائية وطنية فنلندية. ورد أن ترتفع تكاليف نقل الكهرباء في فنلندا في سبتمبر عام 2010 ليرتفع بالنسبة للجميع في عام 2010 على الأقل 10% بناءً على استثمارات خط النقل اللازمة التي تطلبها محطة أولكيليوتو النووية الجديدة القيد الإنشاء بين عامي 2005-2013. تعود ملكية خطوط النقل لشركة فينغريد. كانت الشركتين النوويتين فورتيوم وبي في أو مالكتين بنسبة 50% لفينغريد. كلاهما مالكتان مشاركتان في محطة الطاقة النووية قيد البناء بين عامي 2005-2013. وفقًا لقرارات الاتحاد الأوروبي فإن ملكية الشبكة يجب ألا تعود لشركات الطاقة. دعم ممثلون عن الحزب الديمقراطي الاجتماعي في عام 2008 ملكية وسيطرة الدولة على فينغريد بنسبة 100%، بما في ذلك ممتلكاتها من الشركات النووية وشركات التأمين. ستسيطر الدولة الفنلندية وشركة التأمين إيلمارينين على نسبة 50% من فينغريد من الشركات النووية فورتيوم وبي في أو كما أعلن في يناير عام 2011.

### تكاليف الكهرباء
رسوم الكهرباء في الصناعة أقل منها لدى مستخدمين آخرين. في فنلندا، يشجع تسعير كهرباء المنازل على استخدام الكهرباء بأسعار عالية ثابتة وزيادة تخفيضات الأسعار في حالة الاستهلاك العالي. يمكن أن تكون تكاليف النقل السنوية لمستخدم معتدل واحد للكهرباء على الأقل (أقل من 2 ميغا واط ساعي، استهلاك ألماني نموذجي) أعلى من تكلفة الكهرباء الفعلية. يمكن أن تتراوح التكاليف الثابتة مع مستوى الاستهلاك هذا بين 0.25-0.3% من تكاليف الكهرباء الإجمالية. وفقًا لحوارات الصحيفة، قد تكون التكلفة الثابتة في بعض العقود ضخمةً أيضًا عندما لا يوجد استخدام للكهرباء وعندما تكون أسلاك الطاقة قديمة. قد تكون التكاليف الثابتة عامل تكلفة مهم في تقييم إنتاج الكهرباء المتجددة. ينطبق ذلك أيضًأ على بدائل التسخين الأحفوري في حال كان الاتصال بالنظام القديم قائمًا. في معظم الأحيان، لا توجد صلة بين الأكواخ الصيفية النائية وخطوط نقل الكهرباء ذات التكاليف السنوية الثابتة. على الأقل حتى نهاية عام 2010، لم يكن هناك أي تعويض عن الكهرباء الإضافية التي تغذي خطوط الكهرباء. ينطبق هذا أيضًا في عام 2011 على الإنتاج المحلي أو الزراعي صغير النطاق. دعمت تغذية الكهرباء في سياسة الحكومة بشكل رئيسي المصالح الاقتصادية لشركات الطاقة الكبرى. من شأن تغيير تكاليف استهلاك الكهرباء بدلًا من الاتجاه الحالي نحو زيادة الأسعار الثابتة، أن يعزز اقتصاديًا وفورات الطاقة واستثمارات الطاقة المتجددة. يمكن السيطرة على هذا الأمر سياسيًا بما أن مصلحة الشركات هي تعزيز الاستهلاك المرتفع للطاقة.